# Gewöhnlicher Plattschwanz
Der Gewöhnliche Plattschwanz (Laticauda laticaudata) ist eine Giftnatternart aus der Gattung der Plattschwänze (Laticauda), die an den warmen Küsten Südostasiens und im Westpazifik verbreitet ist. Die Art ist als nicht gefährdet eingestuft. Es werden zwei Unterarten unterschieden.

## Merkmale

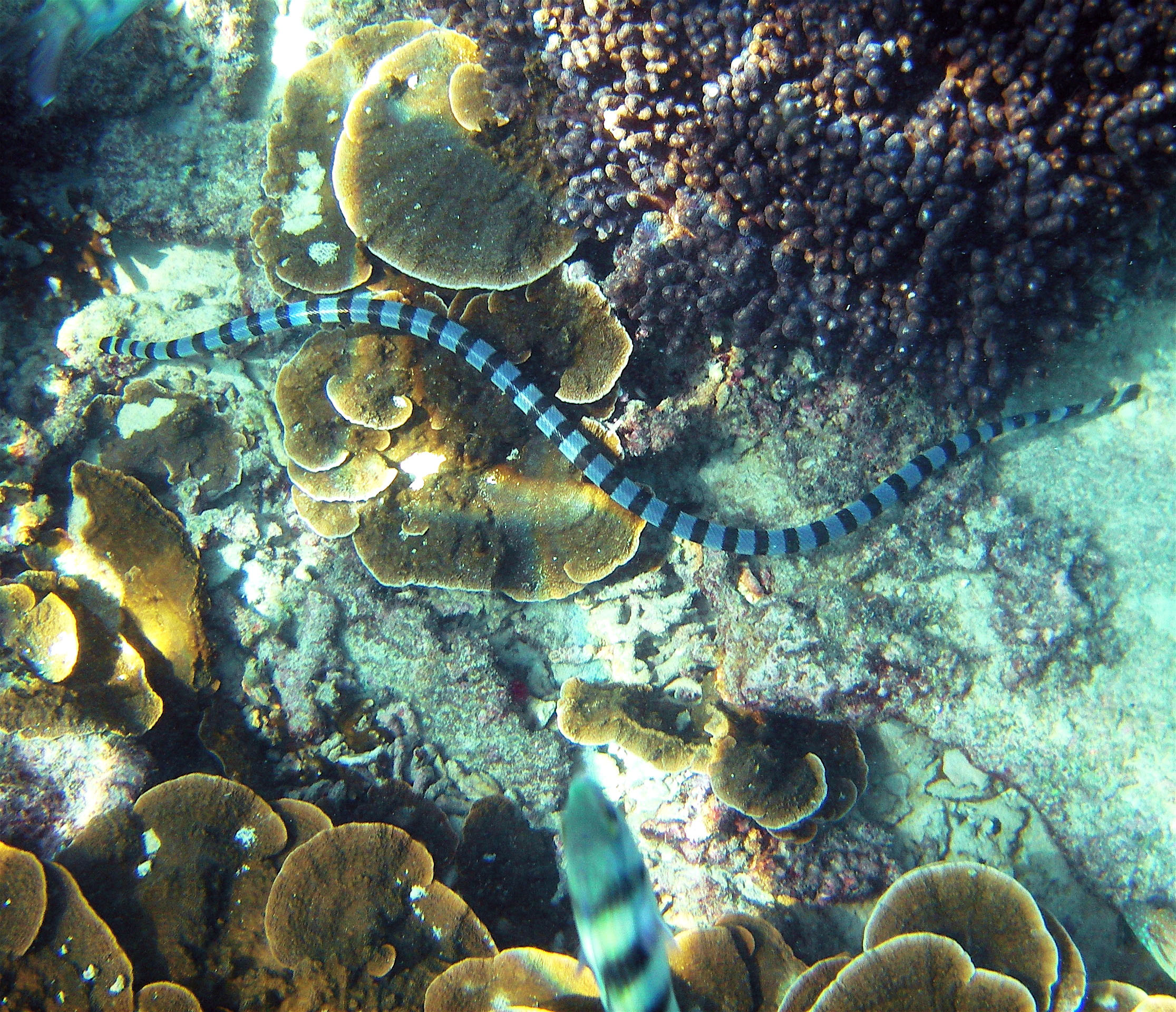
Laticauda laticaudata vor Ko Samui, Thailand

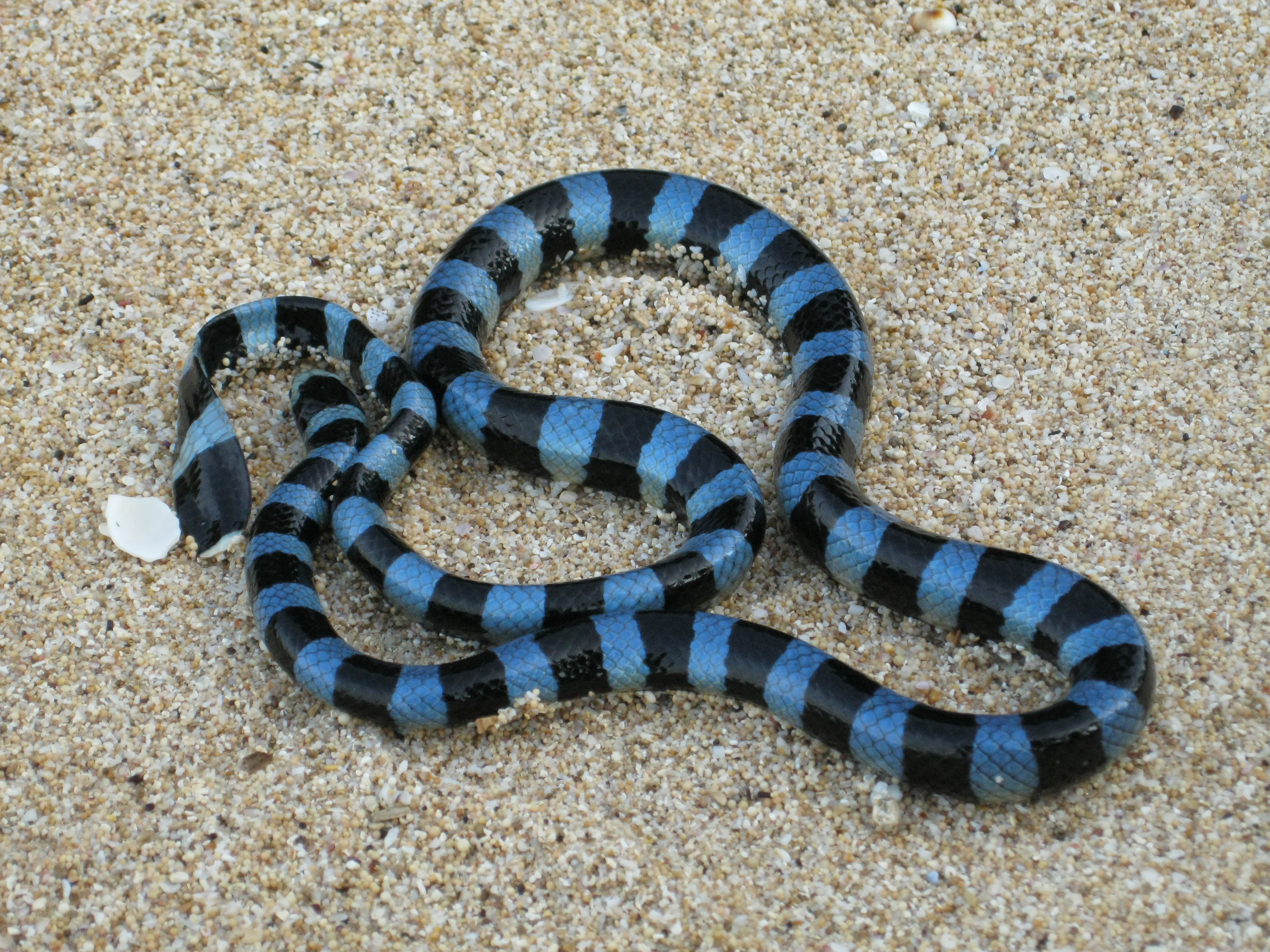
Laticauda laticaudata an Land

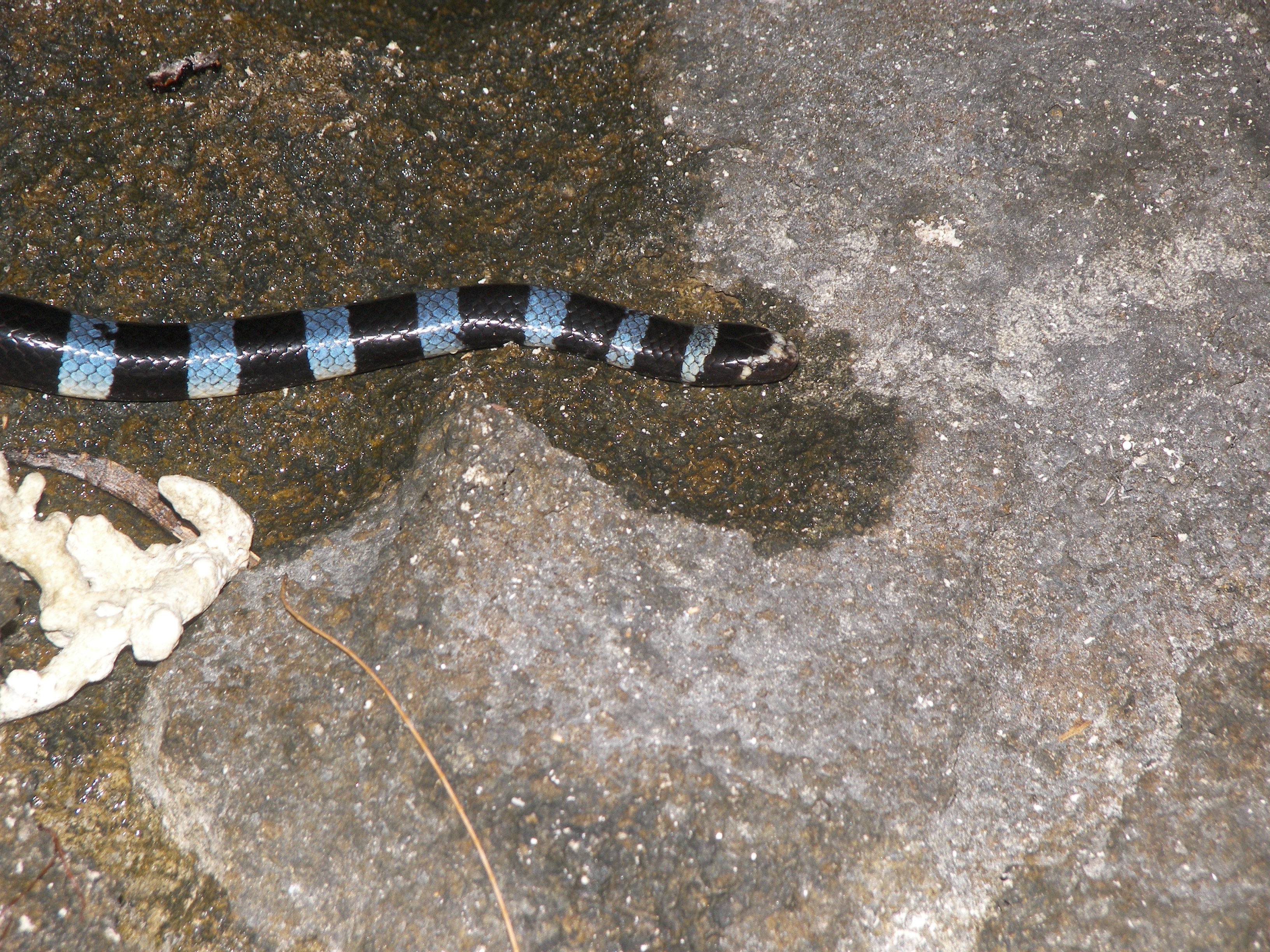
Laticauda laticaudata, Kopf

Die Schlangen haben einen schmalen Körper mit einem ruderförmig abgeplatteten Schwanz. Auf der Oberseite haben sie eine blaugraue und ventral eine gelbliche Farbe mit braunschwarzen Ringen entlang des gesamten Körpers. Die dunklen Ringe haben eine klare Grenze und sind gleich breit oder breiter als die hellen Ringe. Sie sind dorsal und ventral gleichmäßig breit. Auf dem Kopf befindet sich ein heller hufeisenförmiger Fleck und teilweise ein bis zwei helle Ringe am Nacken. Sie haben eine Gesamtlänge von durchschnittlich 1 Meter, wobei die Weibchen etwas größer sind als die Männchen. Ihre Beschuppung weist große Ventralia (Bauchschuppen) auf, die jeweils etwa ein Drittel bis Hälfte der Körperbreite ausmachen. Das Scutum rostrale (Rostralschild) ist ungeteilt und die Nasalia (Nasenschilde) geteilt. Darüber befinden sich zwei Präfrontalia.
Der Gewöhnliche Plattschwanz ist wie andere Plattschwänze äußerst giftig. Die Schlangen sind sanfter Natur, beißen jedoch eher als der Halbgebänderte Plattschwanz, sodass im Umgang mit ihnen Vorsicht geboten ist.
|              | Männchen  | Weibchen  |
| ------------ | --------- | --------- |
| Gesamtlänge  | 91 cm     | 107 cm    |
| Schwanzlänge | 11 cm     | 11 cm     |
| Ventralia    | 225 – 243 | 225 – 243 |
| Subcaudalia  | 38 – 47   | 30 – 35   |

## Lebensweise
Laticauda laticaudata leben in tropischen Gewässern in Küstennähe um Korallenriffe, Mangrovenwälder und Häfen mit sandigem Sediment sowie im offenen Ozean.
Sie halten sich für gewöhnlich in Tiefen bis 15 Meter auf, wurden aber auch in Tiefen bis mindestens 80 Meter beobachtet.
Plattschwänze kommen häufig zur Häutung, Aufnahme von Süßwasser und Eiablage an Land. Die Art L. laticaudata ist jedoch aquatischer als beispielsweise der Nattern-Plattschwanz (L. colubrina), was sich in einer deutlich schmaleren Körperform widerspiegelt. Wegen ihrer eingeschränkten Bewegungsmöglichkeit an Land entfernen sie sich daher nur einige Meter vom Wasser an Stellen, wo Felsen und Ähnliches Schutz bieten. Zur Eiablage suchen die Schlangen bei geeigneter Gezeitenlage Felshöhlen in Ufernähe auf. Da sich auch Männchen in den Höhlen versammeln, wird angenommen, dass die Paarung an Land stattfindet. Zum Atmen kommen Plattschwänze an die Wasseroberfläche. Bei Arten wie Laticauda saintgironsi wurden Tauchdauern von mehr als 100 Minuten beobachtet.
Der Gewöhnliche Plattschwanz ernährt sich von Aalartigen. Die Art ist tag- und nachtaktiv. Australische Biologen beobachteten am als Reptil wechselwarmen Gewöhnlichen Plattschwanz Kleptothermie, d. h. eine Strategie, vom Wärmehaushalt anderer Tiere zu profitieren. Sie konnten an einem mit einem Messgerät ausgerüsteten Tier feststellen, dass es sich in einer Nisthöhle von Keilschwanz-Sturmtauchern (Puffinus pacificus), die eine konstante Körpertemperatur von ca. 37 Grad Celsius aufrechterhalten, drei Tage lang aufwärmte.

## Verbreitungsgebiet und Bedrohungen
Die Art ist an Küsten im Nordosten des Indischen Ozeans (Ost-Indien, Sri Lanka, Myanmar, die Andamanen), um den Malaiischen Archipel und im Westpazifik (Japan, Südkorea, Taiwan, China, Papua-Neuguinea, Melanesien, Queensland in Australien, Polynesien) verbreitet.
Laticauda laticaudata wird von der IUCN als nicht gefährdet („Least Concern“) eingestuft. In Japan, wo die Art um die Ryūkyū-Inseln ihr nördlichstes Verbreitungsgebiet findet, ist sie dagegen auf der nationalen Roten Liste 2020 als gefährdet („Vulnerable“) eingestuft. Obwohl keine quantitativen Daten vorliegen, geht die Zahl der landenden Individuen dort an vielen Brutplätzen zurück. Mögliche Bedrohungen sind vor allem im Zusammenhang mit der Globalen Erwärmung zu sehen. Steigende Wasserspiegel würden eine Zerstörung geeigneter Lebensräume in der Gezeitenzone bedeuten, die insbesondere zur Eiablage benötigt werden. Für die Schlangen sind zudem Korallenriffe ein wichtiger Lebensraum, der durch steigende Meerestemperaturen zunehmend von Korallenbleiche zerstört wird. Darüber hinaus hat sich die Umgebung der Brutplätze durch Küstenbebauung verschlechtert. Der Gewöhnliche Plattschwanz wird in Japan auch traditionell zum Essen gefangen.

## Parasiten
Der Saugwurm Oesophagicola laticaudae ist ein artspezifischer Parasit der Speiseröhre beim Gewöhnlichen Plattschwanz.

## Systematik
Laticauda laticaudata ist die Nominatform der Gattung der Plattschwänze (Laticauda), die zur Familie der Giftnattern gehört. Der Gattungs- und Artname setzt sich aus den lateinischen Wörtern „latus“ (breit) und „cauda“ (Schwanz) zusammen, ähnlich dem deutschen Trivialnamen „Plattschwanz“. Die Art wurde 1758 von dem schwedischen Naturforscher Carl von Linné (latinisiert Carolus Linnaeus) als Coluber laticaudatus erstbeschrieben. In die Gattung Laticauda wurde die Art 1907 von dem amerikanischen Zoologen Leonhard Stejneger eingeordnet.

### Synonyme
In der Literatur zu findende Synonyme sind zeitlich sortiert
- Coluber laticaudatus Linnaeus, 1758
- Laticauda scutata Laurenti, 1768
- Platurus laurenti Rafinesque, 1817
- Coluber platycaudatus Oken, 1836
- Platurus laticaudatus Girard, 1858
- Platurus fischeri Jan, 1859
- Platurus fischeri Anderson, 1871
- Platurus muelleri Boulenger, 1896

### Unterarten
Es werden zwei Unterarten unterschieden (Stand Juli 2021):
- Laticauda laticaudata affinis (Anderson, 1871)
- Laticauda laticaudata laticaudata (Linnaeus, 1758)

### Verwandte Arten
| L. colubrina | L. semifasciata |
|              |                 |

Die am nächsten verwandte Art Laticauda crockeri ist in Brackseen auf den Salomonen verbreitet.
Zu den verwandten Arten zählen zudem u. a. der Nattern-Plattschwanz (L. colubrina) und der Halbgebänderte Plattschwanz (L. semifasciata), die jeweils ein ähnliches Verbreitungsgebiet haben. Der Nattern-Plattschwanz ist dem Gewöhnlichen Plattschwanz äußerlich ähnlich. Er unterscheidet sich jedoch dadurch, dass die schwarzen Ringe im Streifenmuster deutlich schmaler sind als die hellen. Zudem ist die Körper- und Schwanzform weniger abgeplattet. Der Halbgebänderte Plattschwanz hat eine blaugraue bis graubraune Grundfarbe und ein deutlich blasseres Streifenmuster.